# Rhanidophora eburneigutta
Rhanidophora eburneigutta är en fjärilsart som beskrevs av Felder 1874. Rhanidophora eburneigutta ingår i släktet Rhanidophora och familjen nattflyn. Inga underarter finns listade.